# Charley Brewster
Charley Brewster é um personagem fictício da série de cinema Fright Night que foi protagonizado pelos atores William Ragsdale e Anton Yelchin nos filmes de 1985, 1988 e 2011.

## Biografia

### Filmes de 1985 e 1988 (William Ragsdale)

#### 1985
Charley Brewster é um jovem estudante secundarista que vive com sua mãe em condições modestas em uma pequena cidade dos EUA. Nada se sabe sobre o pai de Charley, que nunca aparece e nem sequer é mencionado. Supõe-se que tenha morrido.

#### 1988
Charley agora está na universidade. Após sua experiência com os vampiros, se submeteu a um tratamento psicológico que durou três anos.

### Filme de 2011 (Anton Yelchin)
Charley Brewster está com tudo: faz parte da turma mais popular e está namorando a garota mais desejada de sua escola, Amy Peterson. Está tão por cima que chega a desprezar seu melhor amigo, "Evil" Ed Thompson. Mas as coisas começam a mudar quando Jerry Dandridge se muda para a casa ao lado. A princípio, ele parece boa pessoa, mas há algo errado e todos, inclusive a mãe de Charley, não percebem. Ed diz a Charley que Dandridge é um vampiro, mas Charley não acredita no amigo. Mas, depois de observar algumas atitudes bastante estranhas, Charley chega à conclusão de que Jerry é realmente um vampiro em busca de vítimas no bairro. Incapaz de convencer alguém, Charley precisa achar um meio de se livrar do monstro e, para isso, vai à Las Vegas pedir ajuda ao mágico ilusionista Peter Vincent que se gaba de saber tudo a respeito do sobrenatural, especialmente os vampiros.